# ダサチニブ
ダサチニブ (dasatinib) は、BCR-ABLをはじめとした複数のチロシンキナーゼを標的とした、分子標的治療薬であるチロシンキナーゼ阻害薬 (Tyrosine-Kinase Inhibitor / TKI) としてブリストル・マイヤーズ スクイブ社により開発された抗悪性腫瘍剤（抗がん剤）である。投与は水和物で行われる。慢性骨髄性白血病 (CML)、および既存の治療に抵抗性または不耐容のフィラデルフィア染色体陽性急性リンパ性白血病 (Ph+ALL) の治療に用いられる。製造・販売元はブリストル・マイヤーズで、大塚製薬がプロモーション提携している。商品名はスプリセル (Sprycel)。

## 販売までの経緯

### 海外
1998年から非臨床試験が、2003年11月から臨床第Ⅰ相試験が開始された。2005年12月に米国において承認申請を行い、FDAより迅速承認を受け、2006年6月にイマチニブを含む既存の治療に抵抗性または不耐容のCMLおよび既存の治療に抵抗性または不耐容のPh＋ALLを効能・効果として承認を取得した。EUでは希少疾病用医薬品として指定され、米国と同様の効能・効果および用法・用量で2006年11月に承認された。

### 日本
2005年7月より本剤の安全性、有効性および薬物動態を評価する国内臨床第Ⅰ/Ⅱ相試験(Study CA180-031)を開始した。本試験は2007年3月に終了し、長期投与時の安全性を検討する継続投与試験(Study CA180-036)に移行した。慢性期CMLに対する海外臨床第Ⅲ相試験(Study CA180-034)の結果を踏まえ、日本においても2007年5月より慢性期CMLを対象とした臨床第Ⅱ相試験(Study CA180-138)を開始した。海外と同様に2007年3月に希少疾病用医薬品に指定され、2007年8月に国内および海外臨床試験の成績に基づいて承認申請が行われ、2009年1月にイマチニブ抵抗性のCML（慢性期、移行期および急性期）および再発または難治性のPh＋ALLを効能・効果として承認された。

## 効能・効果
慢性骨髄性白血病
経緯にもある通り、販売当初はイマチニブ抵抗性のみの承認であったが、2011年に初回治療への使用が承認された。
再発または難治性のフィラデルフィア染色体陽性急性リンパ性白血病

## 作用機序
CMLやPh+ALLでは、第9番染色体と第22番染色体が相互転座し、bcr-abl融合遺伝子を持つフィラデルフィア染色体が形成され、BCR-ABL融合蛋白を生成する。この融合蛋白は恒常的に活性化されたチロシンキナーゼであり、その結果細胞増殖のシグナル伝達に異常が起こり、過剰な細胞増殖が引き起こされCML、Ph+ALL病態が形成される。
ダサチニブは特定の蛋白チロシンキナーゼのキナーゼドメインにあるATP結合部位においてATPと競合する。BCR-ABL融合タンパク質のATP結合部位に結合するが、イマチニブとは異なる結合をすることがX線結晶構造解析の結果から明らかになっている。また活性型・非活性型ともに結合すると考えられている。BCR-ABLのみならずSRCファミリーキナーゼ (SRC、LCK、YES、FYN)、c-KIT、EPH（エフリン）A2受容体およびPDGF（血小板由来増殖因子）β受容体 (PDGFRβ) を阻害する。

## 重大な副作用
重大な副作用として
- 骨髄抑制
- 出血
- 体液貯留
- 感染症
- 間質性肺炎
- 腫瘍崩壊症候群
- 心電図QT延長
- 心不全/心筋梗塞
- 急性腎不全
- 肺動脈性肺高血圧症

が挙げられている。この中でも出血・体液貯留は他のチロシンキナーゼ阻害薬と比べて特徴的である。